# Transcription Lyttkens-Wulff
Cette page contient des caractères spéciaux ou non latins. S’ils s’affichent mal (▯, ?, etc.), consultez la page d’aide Unicode.
La transcription Lyttkens-Wulff est une transcription phonétique dérivée de l’alphabet latin avec quelques lettres grecques, développée par Ivar Adolf Lyttkens (sv) et Fredrik Amadeus Wulff (sv) et basée sur le même principe que le Palaeotype de Henry Sweet. Elle est notamment utilisée par Lyttkens et Wulff dans le dictionnaire phonétique suédois Svensk uttals-ordbok publié en 1889, Metodiska ljudöfningar publié en 1892 ou le dictionnaire Svensk ordlista publié en 1921.

## Symboles

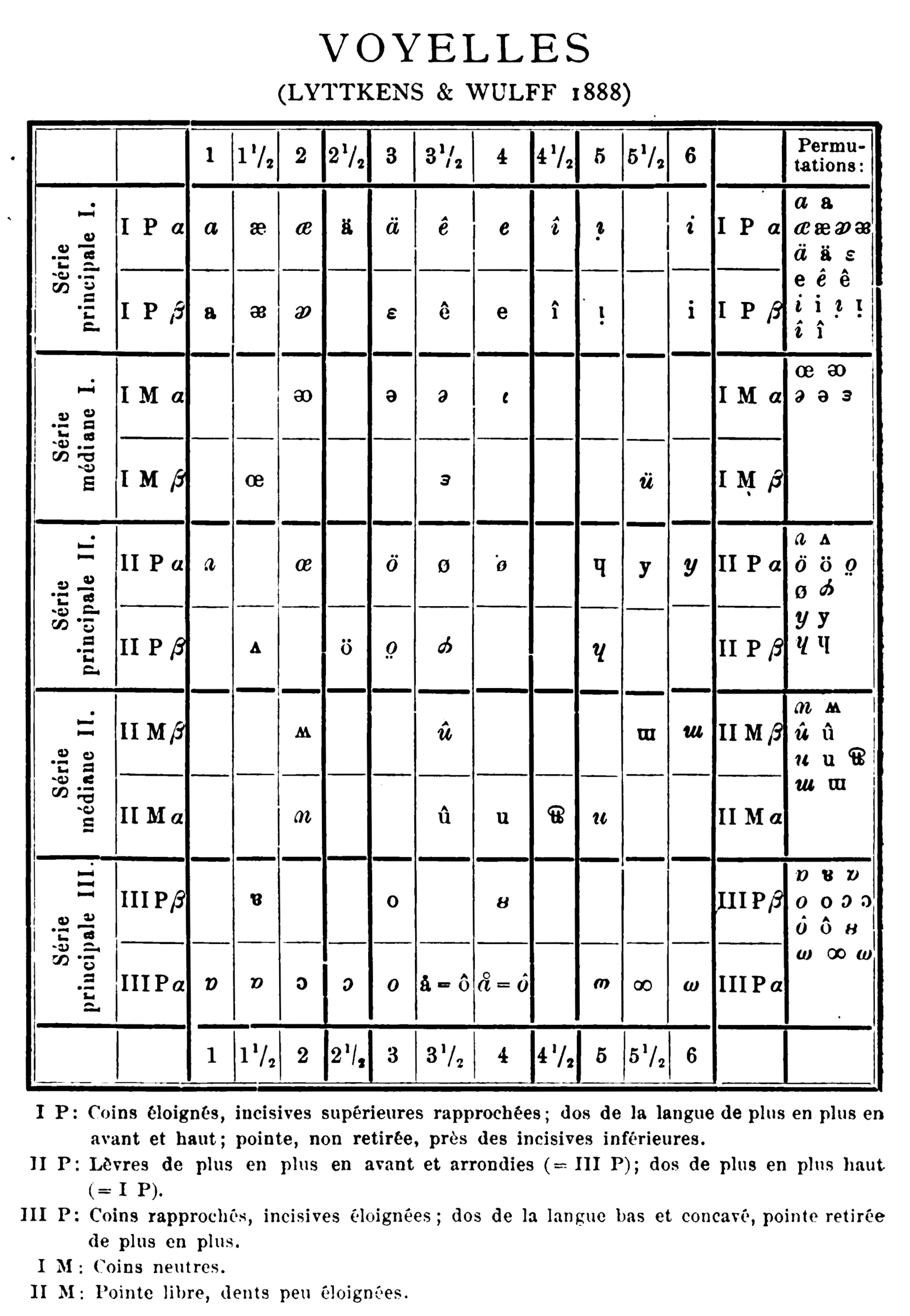
Tableau des voyelles de 1888.
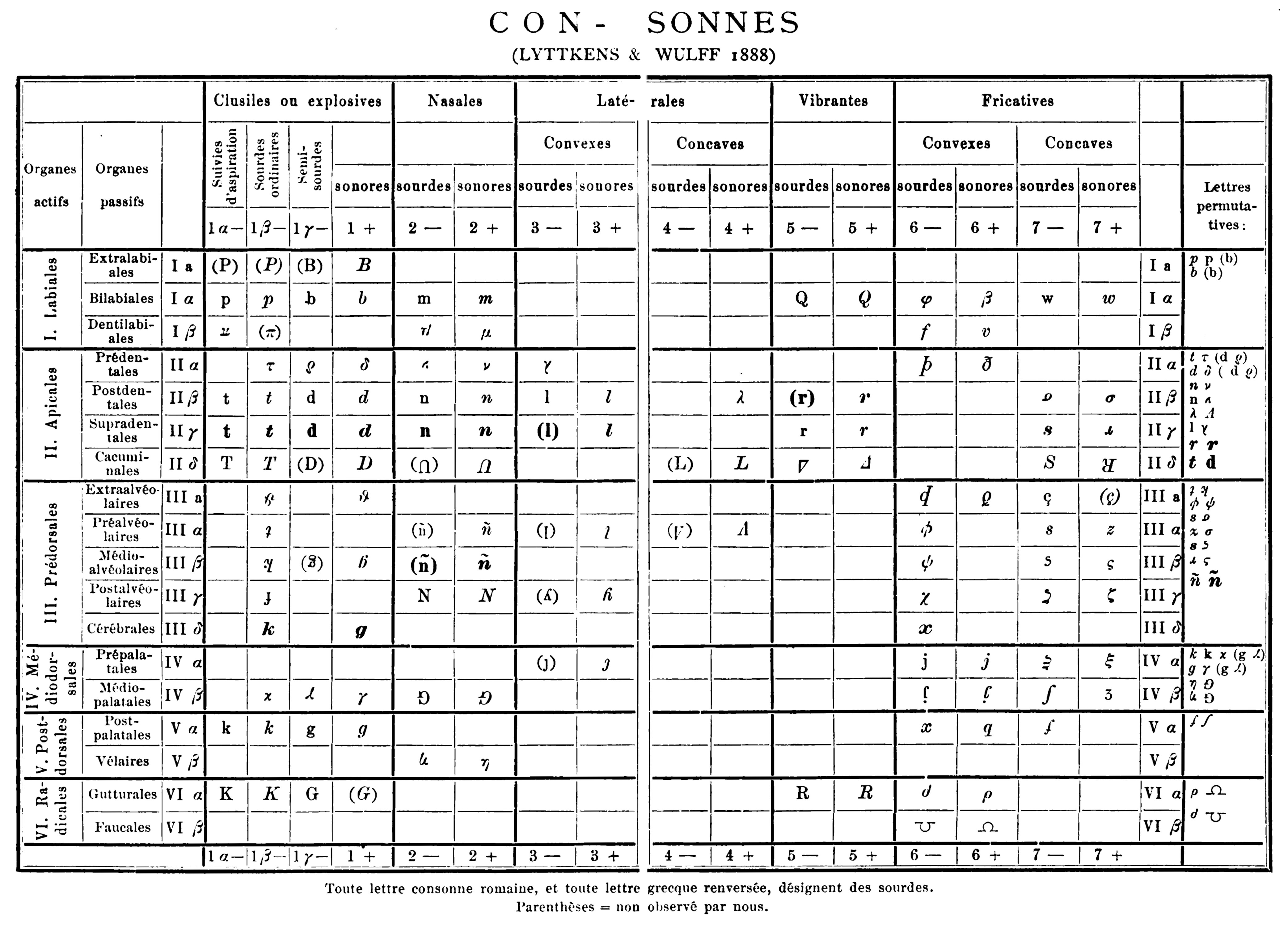
Tableau des consonnes de 1888.